# I liga polska w piłce ręcznej kobiet (2016/2017)
Sezon 2016/2017 w I lidze polskiej w piłce ręcznej kobiet rozpoczął się 24 września 2016, a zakończył 13 maja 2017. W rozgrywkach uczestniczyło 11 klubów. Mistrzem I ligi została Korona Handball, natomiast 2. miejsce zajął Ruch Chorzów. Oba te zespoły wywalczyły awans do Superligi (Korona bezpośrednio, Ruch po barażu).
W czerwcu 2016 ogłoszono, że w sezonie 2016/2017 w I lidze wystąpi 12 drużyn. Ostatecznie do rywalizacji nie przystąpiły Słupia Słupsk i Dwójka Łomża. Do grona pierwszoligowców dołączyła natomiast Jutrzenka Płock, która w sezonie 2015/2016 wygrała trzecią grupę II ligi, lecz w dwumeczu barażowym o awans do I ligi została pokonana różnicą jednej bramki przez Sośnicę Gliwice. Miejsce w 12-zespołowej stawce zaproponowano też MTS-owi Żory, który w sezonie 2015/2016 zajął w I lidze miejsce spadkowe. Klub ten nie zdecydował się jednak na grę w I lidze – jego miejsce zajął ostatecznie AZS-AWF Warszawa.
Faworytami do zajęcia 1. miejsca były: spadkowicz z Superligi Ruch Chorzów oraz Korona Handball, która w sezonie 2015/2016 uplasowała się w I lidze na 3. pozycji. Obie te drużyny spotkały się w 1. kolejce sezonu 2016/2017 – w rozegranym 24 września 2016 w Chorzowie meczu Ruch wygrał z Koroną 32:24. W dalszej części sezonu to Korona, która w pozostałych 19 spotkaniach odniosła 18 zwycięstw (w tym z Ruchem 29:26 – 18 lutego 2017), wysunęła się na prowadzenie w tabeli. Ruch wygrał w tym czasie 15 meczów, dwa zremisował i dwa przegrał. Ostatecznie 1. miejsce zajęła Korona Handball, która o dwa punkty wyprzedziła Ruch Chorzów. Kielecki zespół wywalczył bezpośredni awans do Superligi, natomiast Ruch uzyskał awans do najwyższej klasy rozgrywkowej, pokonując w dwumeczu barażowym KPR Jelenią Górę (28:24; 23:26).
Królową strzelczyń I ligi w sezonie 2016/2017 została Agata Wasiak ze Sparty Oborniki, która zdobyła 172 bramki.

## Tabela

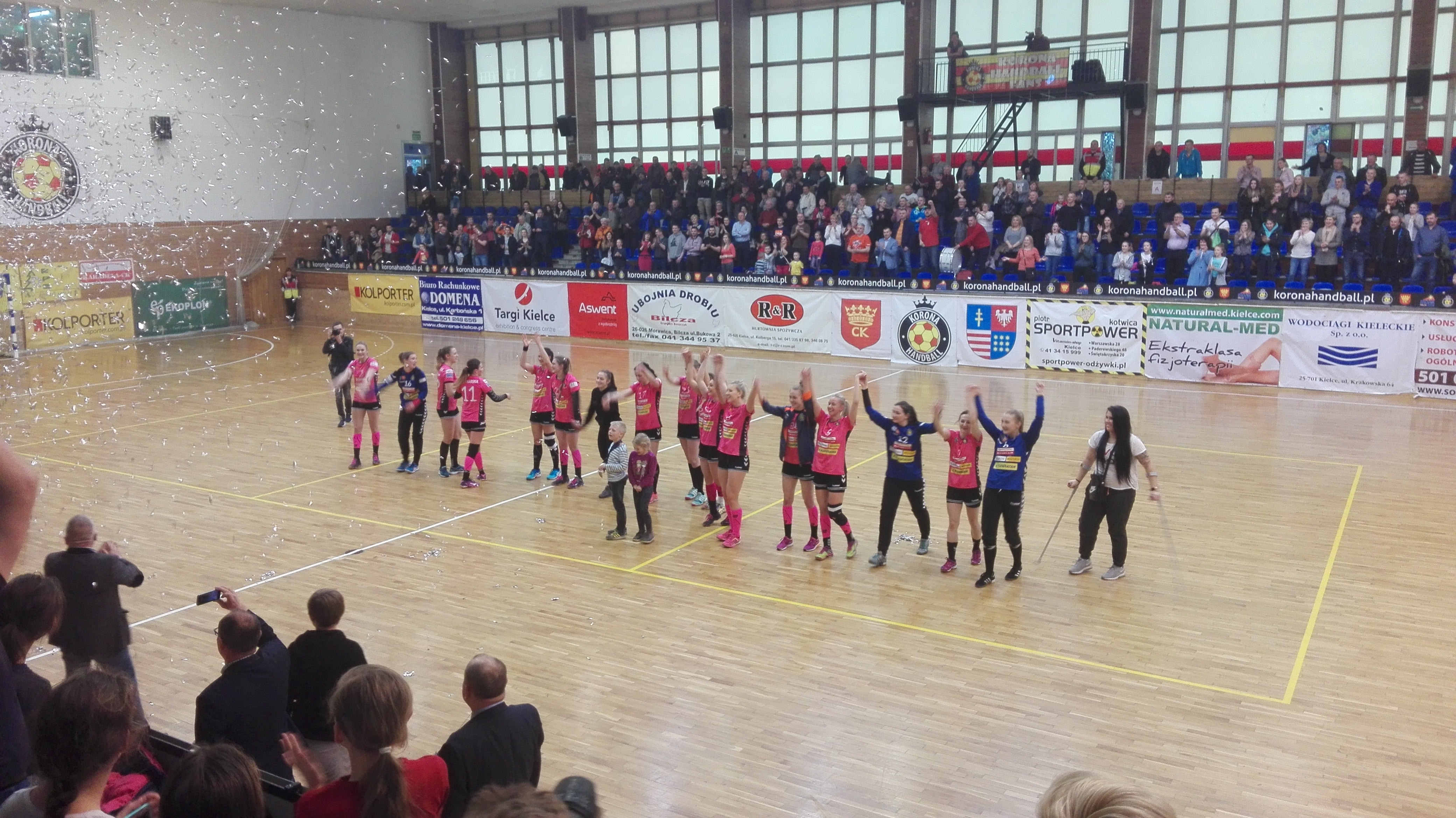
Zawodniczki Korony Handball po meczu z MTS-em Kwidzyn (32:24; 29 kwietnia 2017)

| Lp. | Drużyna          | M  | Mecze | Mecze | Mecze | Bramki | Bramki | Bramki | Pkt | Uwagi              |
| Lp. | Drużyna          | M  | W     | R     | P     | +      | −      | +/−    | Pkt | Uwagi              |
| --- | ---------------- | -- | ----- | ----- | ----- | ------ | ------ | ------ | --- | ------------------ |
| 1.  | Korona Handball  | 20 | 18    | 0     | 2     | 667    | 468    | +199   | 36  | Awans do Superligi |
| 2.  | Ruch Chorzów     | 20 | 16    | 2     | 2     | 606    | 471    | +135   | 34  | Baraż o Superligę  |
| 3.  | MTS Kwidzyn      | 20 | 12    | 3     | 5     | 565    | 519    | +46    | 27  |                    |
| 4.  | SMS Płock        | 20 | 10    | 3     | 7     | 548    | 499    | +49    | 23  |                    |
| 5.  | SPR Olkusz       | 20 | 10    | 2     | 8     | 606    | 587    | +19    | 22  |                    |
| 6.  | Sośnica Gliwice  | 20 | 6     | 4     | 10    | 515    | 571    | −56    | 16  |                    |
| 7.  | AZS UMCS Lublin  | 20 | 5     | 5     | 10    | 505    | 530    | −25    | 15  |                    |
| 8.  | Sparta Oborniki  | 20 | 7     | 1     | 12    | 534    | 574    | −40    | 15  |                    |
| 9.  | Jutrzenka Płock  | 20 | 6     | 2     | 12    | 508    | 571    | −63    | 14  |                    |
| 10. | AZS-AWF Warszawa | 20 | 4     | 3     | 13    | 515    | 628    | −113   | 11  |                    |
| 11. | Sambor Tczew     | 20 | 2     | 3     | 15    | 491    | 642    | −151   | 7   |                    |

## Baraż o awans do Superligi
| 24 maja 2017 | Ruch Chorzów        | 28:24(13:13) | KPR Jelenia Góra | Widzów: 350 Sędzia: Kierczak, Wrona |
| 24 maja 2017 | Oktawia Płomińska 8 | 28:24(13:13) | 10 Sabina Kobzar | Widzów: 350 Sędzia: Kierczak, Wrona |
| 24 maja 2017 | 4×                  | 28:24(13:13) | 4×               | Widzów: 350 Sędzia: Kierczak, Wrona |

| 27 maja 2017 | KPR Jelenia Góra     | 26:23(13:12) | Ruch Chorzów          | Sędzia: Gnyszka, Stonoga |
| 27 maja 2017 | Aleksandra Tomczyk 8 | 26:23(13:12) | 7 Karolina Jasinowska | Sędzia: Gnyszka, Stonoga |
| 27 maja 2017 | 5×                   | 26:23(13:12) | 6×                    | Sędzia: Gnyszka, Stonoga |

## Klasyfikacja strzelczyń
| Lp. | Bramki | Mecze | Zawodniczka           | Klub             |
| --- | ------ | ----- | --------------------- | ---------------- |
| 1.  | 172    | 20    | Agata Wasiak          | Sparta Oborniki  |
| 2.  | 129    | 20    | Aleksandra Abramowicz | Sośnica Gliwice  |
| 3.  | 126    | 20    | Paula Masiuda         | SPR Olkusz       |
| 4.  | 121    | 17    | Justyna Dominik       | Sambor Tczew     |
| 5.  | 115    | 20    | Daria Szynkaruk       | MTS Kwidzyn      |
| 6.  | 111    | 19    | Paulina Pawłowska     | AZS-AWF Warszawa |
| 7.  | 109    | 19    | Natalia Kolonko       | SPR Olkusz       |
| 8.  | 107    | 20    | Agata Wcześniak       | SPR Olkusz       |
| 9.  | 102    | 20    | Alicja Pękala         | MTS Kwidzyn      |
| 10. | 98     | 17    | Natalia Nosek         | SMS Płock        |